# 이인영 (정치인)
이인영(李仁榮, 1964년 6월 28일~)은 대한민국의 정치인이다. 제17·19·20·21·22대 국회의원이다. 전국대학생대표자협의회 의장, 제41대 통일부 장관(2020~2022)을 역임하였다.
충청북도 충주 출생이다.
1987년 6월 항쟁에서 고려대학교 총학생회장으로서 직선제 개헌운동을 주도하다가 경찰에 구속되어 구류형을 살았고, 석방 이후 전국대학생대표자협의회 1기 의장(1987년 10월), 전국민족민주운동연합 간사(1988년), 《전대협동우회》 초대 회장(1993년)을 지냈다. 1999년 새천년민주당 창당준비위원으로 정계에 입문했다.
16대 총선에서는 한나라당 김기배 후보에게 1,800여표 차이로 석패했으나, 17대 총선에서는 원내 진입에 성공했다.
2010년 10월 3일 민주당 전당대회, 2012년 1월 15일 민주통합당 전당대회에서 최고위원으로 선출되었다. 전당대회에서 민주당내 486세력의 지지를 받았다.
2012년 19대 총선에서 당선되었다. 2015년 새정치민주연합의 당대표 선거에 출마하였으나, 낙선하였다. 2016년 20대 총선에서 당선되었다.
2019년 5월 8일 더불어민주당 원내대표에 당선되었다. 민주평화국민연대와 진보·개혁성향 의원 모임인 더좋은미래 등은 물론 친문 사조직인 '부엉이모임' 등의 지지를 바탕으로 76표를 얻어서 49표를 얻은 김태년 후보를 누르고 당선되었다.
2020년 4월 15일  21대 총선에서 당선되었다. 2020년 7월 3일 문재인 정부의 통일부 장관으로 지명되었고 24일 후인 7월 27일 임명이 재가되어 장관 업무를 시작하였다.

## 논란

### 이적표현물 소지·사회적 불안 야기 집회 주관
1987년 4월 19일 이인영은 ‘4.19 27주년 청년학도 공동성명서’를 낭독하고 “이 땅에 더러운 반외세와 독재의 찌꺼기를 세척하여 순결한 조국강토를 사수하자. 광란하는 외세와 독재정권을 다시 한번 이 땅에서 몰아내는 투쟁의 선봉이 돼야 하지 않겠느냐”고 하며 현저히 사회적 불안을 야기할 우려가 있는 집회를 주관했다(집회및시위에관한법률위반).
1987년 9월 고려대학교 학생회장이던 이인영은 ‘주체사상에 대하여’, ‘동지여 전진! 동지여!’라는 제목의 유인물을 총학생회실 내 자신의 책상서랍 속에 보관하였는데, ‘동지여 전진! 동지여!’엔 “조국해방 전쟁의 불완전한 해소로 인해 친일분자와 반동계급이 양키 침략군의 파쇼적 통치하에 이남에로 신속한 결속을 이루게 돼 이제 ‘남조선’은 식민지 남한으로 개칭하고, 세계에서 유래가 없는 반동의 요새로 전락했다”고 적시되어 있는 등 이는 북한(조선민주주의인민공화국)의 선전·선동 전략에 부합하는 유인물이다(국가보안법위반).
1988년 2월 15일 서울형사지방법원은 집회및시위에관한법률위반, 국가보안법위반(기타) 혐의 로 이인영에게 징역 1년 6개월, 자격정지 2년을 선고하였다.
1988년 6월 30일 징역 1년 6월, 집행유예 3년, 자격정지 2년으로 감형되었으며, 1988년 12월 21일 특별사면되었다.

### 아들 해외유학 자금 논란
이인영 의원의 아들이 스위스에서 유학을 한 자금의 출처에 관하여 논란이 되고 있다. 일반적으로 유럽 유학은 매우 큰 돈이 드는데 그 돈의 출처에 대한 해명을 민감자료라며 거부하여 논란이 되었다. 계속해서 논란이 커지자 이인영 의원은 두 학기 동안 지출한 학비는 1만220스위스프랑으로 당시 한화로 약 1200만원이라고 답변하였다. 생활비를 안 밝힌것이 논란이 되자 스위스에 체류하면서 들어간 월세와 생활비 등 체류비 역시 모두 이인영 의원이 송금해서 충당했다고 밝혔으며 내역은 월세 총 580만 원, 생활비 총 2,482만 원인데 스위스에서 집 구하는 유명 사이트에 따르면, 바젤의 월세는 우리 돈으로 최소 80만 원에서 최대 250만 원으로 평균 150만 원 수준이고 스위스 바젤의 평균 생활비는 1인 가구 기준 우리 돈으로 193만 원 정도이고  바젤은 서울보다 물가가 61% 비싼점을 감안할 때 의문이 해소되지 않고 있다. 그리고 이인영 의원의 아들이 입학한 파주타이포그라피배곳의 이사회에는 이인영 의원의 배우자가 이사로 등록되어 있어 스위스 유학 선발 시 ‘부모 찬스’가 작용한 것 아니냐는 논란도 나오고 있다. 논란이 가라앉지 않자 통일부는 "후보자 자녀의 스위스 체류비와 관련해 지나친 억측이 난무하는 것은 명백한 허위 주장"이라며 "앞으로는 악의적 왜곡 주장이 나오지 않기를 기대한다"고 밝혔다.

### 아들 서울시 산하기관 용역 특혜 논란
이인영 아들은 별다른 입찰 과정 없이 서울문화재단이 주도하는 청년 예술청 개관식 사업에서 750만원 디자인 용역을 입찰 없이 따낸 것으로 밝혀졌다. 통합당 측은 "이 후보자에게 총 1304건의 자료 제출을 요구했지만 735건(56.4%)의 자료만 제출했고, 그나마도 개인 정보 때문에 '제출할 수 없다'는 내용이 부지기수"라고 밝혔다.

## 학력
- 1977년 충주성남국민학교 졸업
- 1980년 충주중학교 졸업
- 1983년 충주고등학교 졸업
- 1988년 고려대학교 문과대학 국어국문학 학사
- 2009년 고려대학교 언론대학원 정보통신학 석사

## 경력
- 1987년 고려대학교 제20대 총학생회장
- 1987년 전국대학생대표자협의회(전대협) 1기 의장
- 1989년~1991년 전국민족민주운동연합 정책실 부장
- 1992년~1997년 민주주의민족통일전국연합 조직국장
- 1993년~1997년 전대협동우회 회장
- 2000년 새천년민주당 청년위원장
- 2000년~2003년 새천년민주당 서울특별시 지부 구로구 갑 지구당위원장
- 2002년 제16대 대통령 선거 새천년민주당 노무현 대통령 후보 중앙선거대책위원회 인터넷선거특별본부 기획위원장
- 2003년 열린우리당 중앙위원
- 2003년 대통령자문 동북아경제중심추진위원회 자문위원
- 2003년 한반도재단 동북아전략연구소 소장
- 2004년 4월 15일 대한민국 제17대 국회의원 선거 당선(서울 구로구 갑, 열린우리당, 초선)
- 2007년 열린우리당 최고위원
- 2008년 제18대 국회의원 선거 통합민주당 공천심사위원
- 2008년~2011년 민주당 구로구 갑 지역위원회 위원장
- 2010년~2011년 민주당 최고위원
- 2011년 민주당 야권통합특별위원회 위원장
- 2011년 2011년 하반기 재보궐선거 무소속 박원순 서울특별시장 후보 선거대책위원회 상임선거대책본부장
- 2011년~2013년 민주통합당 서울특별시당 구로구 갑 지역위원회 위원장
- 2012년 4월 11일 대한민국 제19대 국회의원 선거 당선(서울 구로구 갑, 민주통합당, 재선)
- 2012년 민주통합당 최고위원
- 2012년 제18대 대통령 선거 민주통합당 문재인 대통령 후보 선거대책위원회 상임공동선대본부장
- 2013년~2014년 민주당 서울특별시당 구로구 갑 지역위원회 위원장
- 2014년~2015년 새정치민주연합 서울특별시당 구로구 갑 지역위원회 위원장
- 2015년 새정치민주연합 경제정의노동민주화특별위원회 위원장
- 2015년 새정치민주연합 남북관계발전및통일위원회 위원장
- 2015년~ 더불어민주당 서울특별시당 구로구 갑 지역위원회 위원장
- 2016년 4월 13일 대한민국 제20대 국회의원 선거 당선(서울 구로구 갑, 더불어민주당, 3선)
- 2019년 5월~2020년 5월 : 더불어민주당 원내대표
- 2020년 4월 15일 대한민국 제21대 국회의원 선거 당선(서울 구로구 갑, 더불어민주당, 4선)
- 2020년 5월~: 더불어민주당 코로나19 국난극복위원회 총괄본부장
- 2020년 7월 27일~2022년 5월 9일 : 제41대 통일부 장관
- 2024년 4월 10일 대한민국 제22대 국회의원 선거 당선(서울 구로구 갑, 더불어민주당, 5선)

### 의정 활동
- 2004년 5월 30일~2008년 5월 29일: 제17대 국회의원(서울 구로구 갑, 열린우리당→대통합민주신당→통합민주당, 초선)
  - 2004년 7월~2006년 5월: 제17대 국회 전반기 교육위원회 위원
  - 2006년 7월~2008년 5월: 제17대 국회 후반기 행정자치위원회 위원
  - 2006년 8월~2007년 8월: 제17대 국회 민족화해와 번영을 위한 남북평화통일 특별위원회 위원
- 2012년 5월 30일~2016년 5월 29일: 제19대 국회의원(서울 구로구 갑, 민주통합당→민주당→새정치민주연합→더불어민주당, 재선)
  - 2012년 7월~2014년 5월: 제19대 국회 전반기 기획재정위원회 위원
  - 2014년 6월~2016년 5월: 제19대 국회 후반기 환경노동위원회 간사
  - 2014년 6월~2016년 5월: 제19대 국회 후반기 여성가족위원회 위원
  - 2015년 5월~2016년 5월: 제19대 국회 후반기 예산결산특별위원회 위원
- 2016년 5월 30일~2020년 5월 29일: 제20대 국회의원(서울 구로구 갑, 더불어민주당, 3선)
  - 2016년 6월~2018년 5월: 제20대 국회 전반기 외교통일위원회 위원
  - 2016년 6월~2018년 5월: 제20대 국회 전반기 정보위원회 위원
  - 2017년 1월~2017년 12월: 제20대 국회 헌법개정특별위원회 간사(더불어민주당)
  - 2017년 1월~2017년 12월: 제20대 국회 헌법개정특별위원회 제2소위원회(정부형태) 위원장
  - 2018년 6월~2019년 7월: 제20대 국회 후반기 외교통일위원회 위원
  - 2018년 6월~2020년 5월: 제20대 국회 후반기 정보위원회 위원
  - 2018년 10월~2019년 3월: 제20대 국회 후반기 남북경제협력특별위원회 위원장
  - 2019년 5월~2019년 6월: 제20대 국회 후반기 운영위원회 위원
  - 2019년 6월~2020년 5월: 제20대 국회 후반기 운영위원회 위원장
  - 2019년 7월~2019년 9월: 재20대 국회 후반기 산업통상자원중소벤처기업위원회 위원
  - 2019년 9월~2020년 5월: 제20대 국회 후반기 외교통일위원회 위원
- 2020년 5월 30일~2024년 5월 29일: 제21대 국회의원(서울 구로구 갑, 더불어민주당, 4선)
  - 2020년 6월~2020년 7월: 제21대 국회 전반기 외교통일위원회 위원
  - 2020년 7월~2021년 2월: 제21대 국회 전반기 산업통상자원중소벤처기업위원회 위원
  - 2020년 7월~2024년 5월: 국가에너지정책 포럼 구성의원
  - 2021년 2월~2022년 5월: 제21대 국회 전반기 기획재정위원회 위원
  - 2022년 7월~2024년 5월: 제21대 국회 후반기 과학기술정보방송통신위원회 위원
  - 2022년 9월~2024년 5월: 제21대 국회 후반기 정보위원회 위원
- 2024년 5월 30일~: 제22대 국회의원(서울 구로구 갑, 더불어민주당, 5선)
  - 2024년 6월~: 제22대 국회 전반기 정무위원회 위원
  - 2024년 6월~2024년 7월: 제22대 국회 전반기 정보위원회 위원
  - 2024년 8월~2025년 6월: 제22대 국회 전반기 정보위원회 위원
  - 2025년 7월~: 제22대 국회 전반기 정보위원회 위원

## 병역
이인영은 1988년 집회시위법 혐의 사유로 병역이 면제됐다. 참고로 이인영의 아들(1994년생)은 2016년 척추관절병증으로 5급 전시근로역 군 면제 판정을 받았다.

## 수상
- 2003년 제1회 박종철 인권상
- 2004년 제3회 대한민국을 빛낸 21세기 한국인상
- 2007년 제9회 백봉신사상
- 2013년 국정감사 우수 의원상
- 2014년 국정감사 우수 의원상
- 2014년 입법 및 정책개발 정당 추천 우수 국회의원상
- 2015년 제3회 대한민국평화대상 의정활동분야 수상
- 2015년 국정감사 우수 의원상
- 2015년 친환경 베스트 의원상
- 2015년 국정감사 NGO모니터단 국정감사 우수의원상
- 2015년 한국유권자총연맹 국정감사 의정활동 우수 국회의원상
- 2015년 대한민국 청소년육성대상 의정활동분야 수상
- 2015년 안중근 평화대상 대상 수상
- 2016년 국정감사 NGO모니터단 국정감사 우수의원상

## 의정 활동

### 19대 국회 대표 발의 법안
- 조세회피처 남용 방지를 위한 특례법[16]
- 적정초과 사내유보금에 법인세부과 법안[17]
- 고액·상습 체납자 정보공개 확대 법안[18]
- 공공기관의 운영에 관한 법률[19]

### 20대 국회 대표 발의 법안
- 기간제 및 단시간근로자 보호 등에 관한 법률 일부개정법률안[20]
- 근로기준법 일부개정법률안[21]
- 파견근로자보호 등에 관한 법률 일부개정법률안[20]
- 생명안전업무 종사자의 직접고용 등에 관한 법률안[20]
- 최저임금법 일부개정법률안[22]
- 산업안전보건법 일부개정법률안[22]
- 청소년 기본법 일부개정법률안[23]
- 보조금 관리에 관한 법률 일부개정법률안[24]
- 지역문화진흥법 일부개정법률안[25]
- 남북한 간의 인도지원과 개발협력에 관한 법률안[26]

## 저서
- 《최고위원 일지》, 컨센서스북, 2011년 12월 30일
- 《진보 보수 마주보기: 젊은 한국을 위한 뉴코리아 플랜》(共), 미래를소유한사람들, 2011년 12월 16일
- 《산티아고 일기 「사람의 길」》, 조은커뮤니케이션, 2011년 11월 11일
- 《나의 꿈 나의 노래》, 이룸, 2007년 11월 5일

## 역대 선거 결과
|  | 47.02% |

|  | 44.72% |

|  | 45.40% |

|  | 52.22% |

|  | 52.02% |

|  | 53.92% |

|  | 55.74% |

## 소속 정당
| 소속 정당 | 소속 정당      | 소속 기간 | 비고           |
| --------- | -------------- | --------- | -------------- |
|           | 건설국민승리21 | 1997~1998 | 창당 정계 입문 |
|           | 무소속         | 1998      | 탈당           |
|           | 새정치국민회의 | 1998~2000 | 입당           |
|           | 새천년민주당   | 2000~2003 | 합당           |
|           | 무소속         | 2003      | 탈당           |
|           | 열린우리당     | 2003~2007 | 창당           |
|           | 무소속         | 2007      | 탈당           |
|           | 대통합민주신당 | 2007~2008 | 창당           |
|           | 통합민주당     | 2008      | 합당           |
|           | 민주당         | 2008~2011 | 당명 변경      |
|           | 민주통합당     | 2011~2013 | 합당           |
|           | 민주당         | 2013~2014 | 당명 변경      |
|           | 새정치민주연합 | 2014~2015 | 합당           |
|           | 더불어민주당   | 2015~현재 | 당명 변경      |

## 같이 보기
- 구로구 갑
- 서울 구로구의 국회의원
- 대한민국의 통일부 장관